# Bennie Huisman
Bennie Huisman (Heerrenveen, 1947) is een Friese zanger-verteller, muzikant en schrijver. De laatste jaren houdt hij zich meer bezig met schrijven.

## Levensloop
In de jaren zeventig leverde hij zijn eerste schrijfprestaties door het vertalen voor middelbare scholieren van koorwerken en musicals uit het Duits - zowel in het Fries als in het Nederlands. Daarna volgen liedjes om te zingen, zowel originele als niet-originele, poëzie (in een bundeltje in eigen beheer) en sprookjes.
Als jongeman en verteller heeft hij de laatste jaren opgetreden in het theater, op straat of op een boot. Hij gaat als troubadour het veld op met zijn accordeon. In Friesland of elders in Nederland en Europa. De meeste van zijn optredens zijn solo, maar hij treedt ook op met de violist Douwe Kootstra of de pianiste Corinne Staal. Hij schrijft zijn eigen liedjes in het Fries, Grinslânsk, Stedfrysk en het Nederlands. Hij schrijft ook in het Italiaans en Engels.
In 2010 verscheen zijn eerste roman, Lytse histoarje fan langst. Het jaar daarop verscheen een cd Tusken dream & die. Op 8 september wordt het gepresenteerd in het Frysk Natuermuseum in Leeuwarden. Aan de cd hebben meerdere muzikanten bijgedragen, onder wie Corinne Staal en Frederike Kleefstra. In het begeleidende boekje staan er teksten en verhalen rond de teksten, reisverhalen, biografische verhalen, een kort verhaal en enkele illustraties.
In augustus 2012 publiceerde hij een biografisch boek over een dichter en schrijver uit Makkum: Wibren Altena, in swalker yn 'e geast. Het boek bevat ook een cd met historisch materiaal, een reeks liedjes en een reeks verhalen over Wibren Altena zelf. Het boek werd op 23 september 2012 in Makkum gepresenteerd.

## Werk

### Poëzie en proza
- Reis- bondeltsje mei ferhalen, poëzij en lietteksten om it tema "Reis" hinne.
- De rop fan it wetter, (ferhalebondel, 1990)
- Quatta reisskrift yn 3 dielen
- Sânfurd (novelle)
- Hûs oan see / Huis aan zee, mei Frederike Kleefstra en Jaap Louwes, twatalige bondel útkommen mei poëzij en lietteksten, mei dêryn in CD (2007)
- De Forel (oersetting nei Franz Schubert, Die Forelle)[1]
- Eeltsje & ik, bondel 'biografyske reisferhalen' om it libben en wurk hinne fan Eeltsje Halbertsma (2008)
- Lytse histoarje fan langst (roman, 2010)
- Tusken dream & die (ferhalebondel mei CD, 2011)
- Wibren Altena, in swalker yn ‘e geast (biografy fan Wibren Altena mei CD, 2012)

### Muziek
- De Beste fan Omrop Fryslân mei oaren (Frigram FGCD 518, 1992)
- De Beste fan Omrop Fryslân, diel 2 mei oaren (Frigram FGCD 527, 1993)
- Lietsjes mei Frederike Kleefstra (1999)
- Sânfurd (mei boek, 1998)
- Fan 'e souder op 'e flier(2000)
- It griene liet (2004)
- Waterland (2005)
- De walfiskvaarder" (Eigen útjefte, 2009)
- Hoor thans weer die droeve mare (10 jankfodden)